# Seine-et-Marne
Seine-et-Marne (77; "Seine en Marne") is een Frans departement, waarvan het westen bestaat uit Parijse voorsteden en het midden en oosten uit landelijke gebieden, waarbij het oosten het minst dichtbevolkte deel van het departement is. Het ligt in de regio Île-de-France. De prefectuur is Melun, alhoewel Meaux de drukst bevolkte stad is. In 2020 telde het departement 1,4 miljoen inwoners.

## Geschiedenis
Het departement was een van de 83 departementen die werden gecreëerd tijdens de Franse Revolutie, op 4 maart 1790 door uitvoering van de wet van 22 december 1789, uitgaande van een deel van de provincie Île-de-France.

## Geografie
Seine-et-Marne is omgeven door de departementen Val-d'Oise, Seine-Saint-Denis, Val-de-Marne en Essonne in het westen, Loiret en Yonne in het zuiden, Aube en Marne in het oosten, en Aisne en Oise in het noorden.
Seine-et-Marne bestaat uit de vijf arrondissementen:
- Meaux
- Melun
- Provins
- Fontainebleau
- Torcy

Seine-et-Marne telt 23 kantons:
- Kantons van Seine-et-Marne

Seine-et-Marne telt 507 gemeenten:
- Lijst van gemeenten in het departement Seine-et-Marne

Waterlopen: de Seine en de Marne, waaraan het departement zijn naam dankt, zijn de belangrijkste rivieren in het gebied.

## Demografie
De inwoners van Seine-et-Marne worden Seine-et-Marnais genoemd.
Het departement is van oorsprong zeer agrarisch, maar gedurende de afgelopen vijftig jaar is de bevolking verdrievoudigd door de ontwikkeling van de agglomeratie Parijs en de bouw van nieuwe steden.

### Demografische evolutie sinds 1962
| Naam           | Index 1962 | Index 1968 | Index 1975 | Index 1982 | Index 1990 | Index 1999 | Index 2008 | Index 2019 |
| -------------- | ---------- | ---------- | ---------- | ---------- | ---------- | ---------- | ---------- | ---------- |
| Seine-et-Marne | 100,0      | 115,2      | 144,1      | 169,1      | 205,6      | 227,6      | 248,6      | 270,6      |
| Frankrijk*     | 100,0      | 107,1      | 113,3      | 117,0      | 121,9      | 126,0      | 133,8      | 140,1      |

| Naam           | Inw./Km² 1962 | Inw./km² 1968 | Inw./km² 1975 | Inw./km² 1982 | Inw./km² 1990 | Inw./km² 1999 | Inw./km² 2008 | Inw./km² 2019 |
| -------------- | ------------- | ------------- | ------------- | ------------- | ------------- | ------------- | ------------- | ------------- |
| Seine-et-Marne | 88,7          | 102,2         | 127,8         | 150,0         | 182,3         | 201,8         | 220,4         | 240,3         |
| Frankrijk*     | 84,2          | 90,1          | 95,4          | 98,5          | 102,7         | 106,1         | 112,7         | 119,7         |

Frankrijk* = exclusief overzeese gebieden
Bron: Recensement Populaire INSEE - 1962 tot 1999 population sans doubles comptes, nadien Population Municipale
Op 1 januari 2022 had Seine-et-Marne 1.452.399 inwoners.

### De 10 grootste gemeenten in het departement
| #  | Gemeente            | Aantal inwoners (2022) |
| -- | ------------------- | ---------------------- |
| 1  | Meaux               | 56.659                 |
| 2  | Chelles             | 54.372                 |
| 3  | Melun               | 43.685                 |
| 4  | Pontault-Combault   | 38.941                 |
| 5  | Savigny-le-Temple   | 30.630                 |
| 6  | Villeparisis        | 26.794                 |
| 7  | Champs-sur-Marne    | 26.661                 |
| 8  | Bussy-Saint-Georges | 26.334                 |
| 9  | Roissy-en-Brie      | 23.521                 |
| 10 | Dammarie-les-Lys    | 23.252                 |

## Toerisme
Seine-et-Marne omvat het grootste deel van de kunstmatige stad Marne-la-Vallée, locatie van het attractiepark Disneyland Parijs.
Een andere publiekstrekker is het Kasteel van Fontainebleau. Het nabijgelegen woud van Fontainebleau (Forêt de Fontainebleau) is populair bij onder meer rotsklimmers, omdat op vele plaatsen in het woud verzamelingen van middelgrote steenblokken verspreid liggen, uitstekend geschikt voor klimoefeningen zonder speciale klimuitrusting (zogeheten bouldering).

## Afbeeldingen

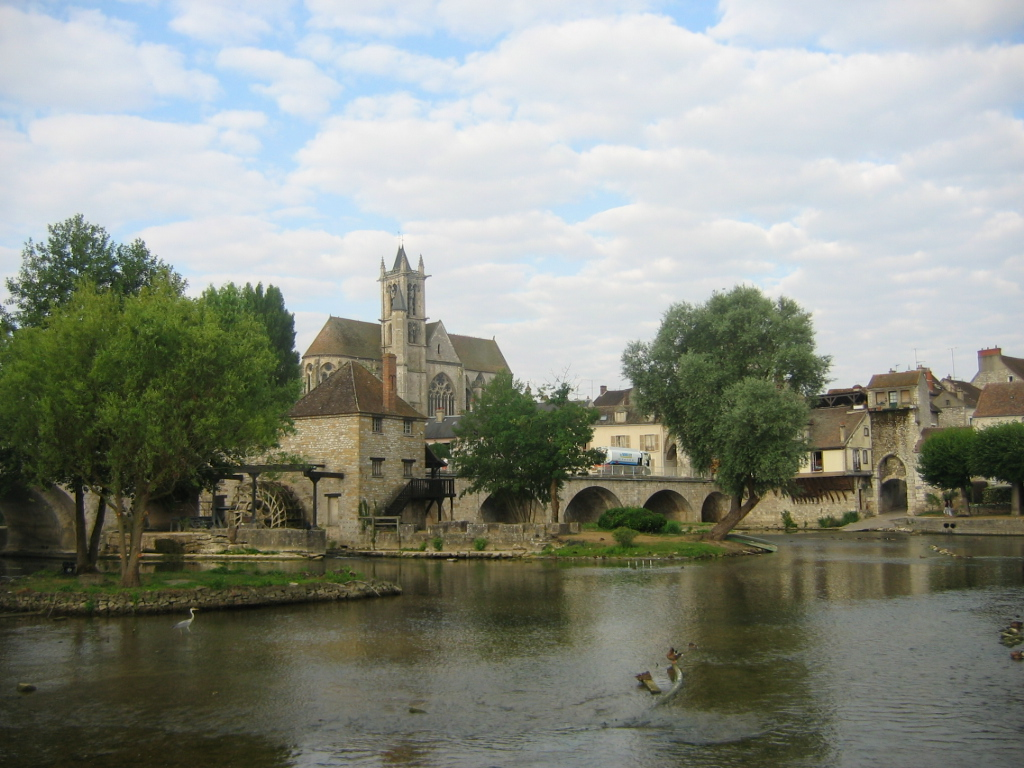
Moret-sur-Loing
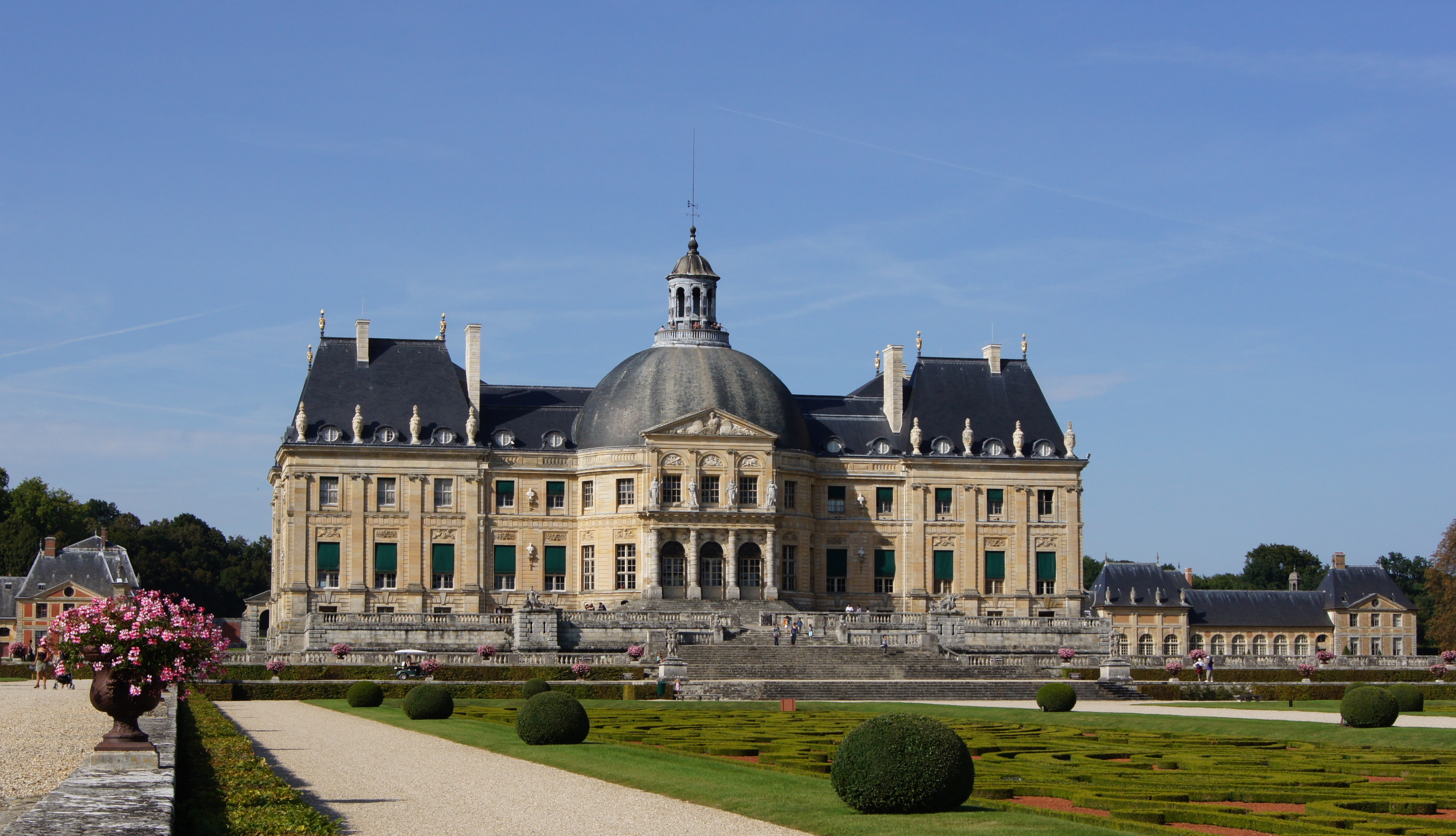
Maincy: Kasteel van Vaux-le-Vicomte
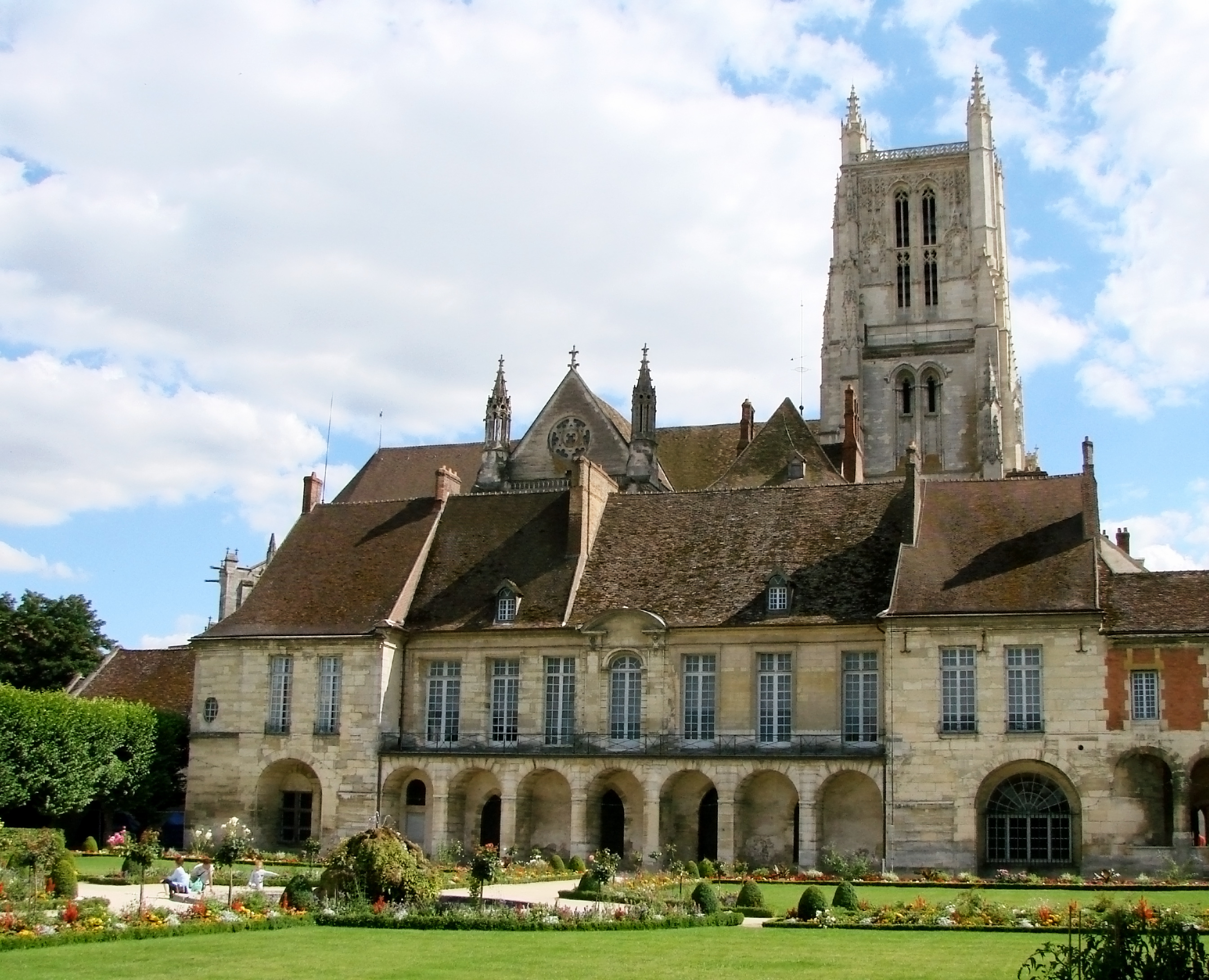
Musée Bossuet, in de stad Meaux
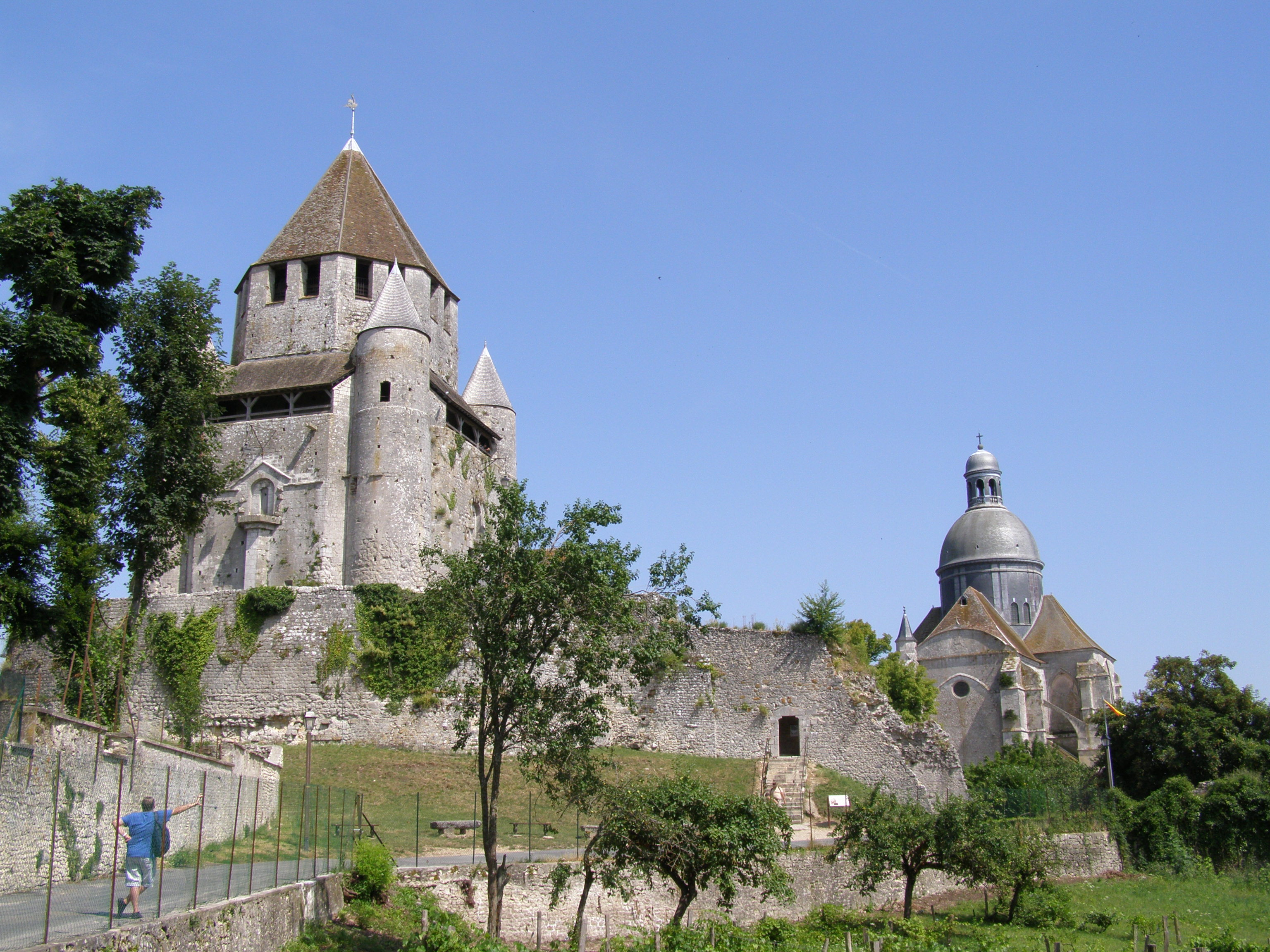
Provins
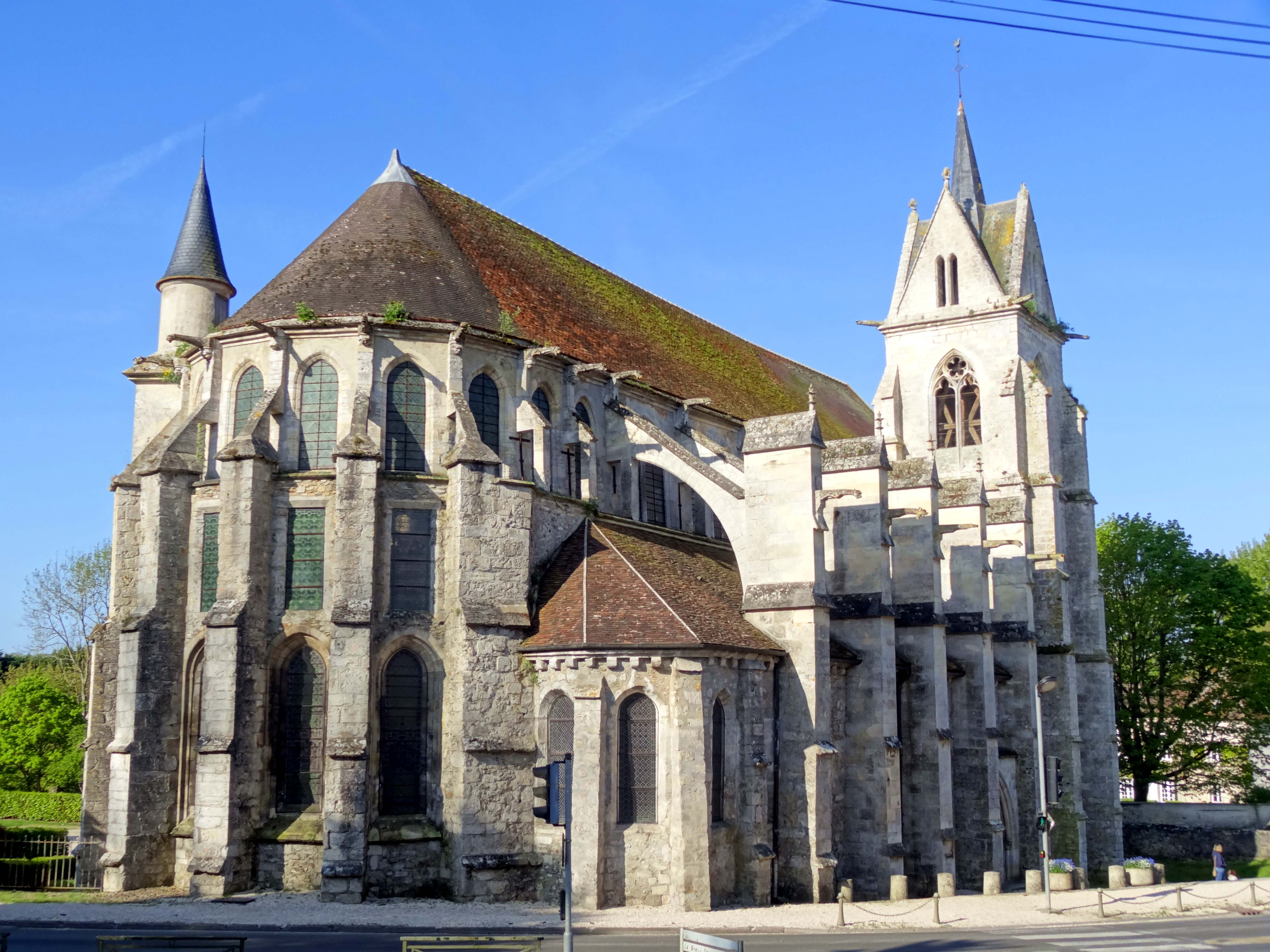
Crécy-la-Chapelle